# Консервы

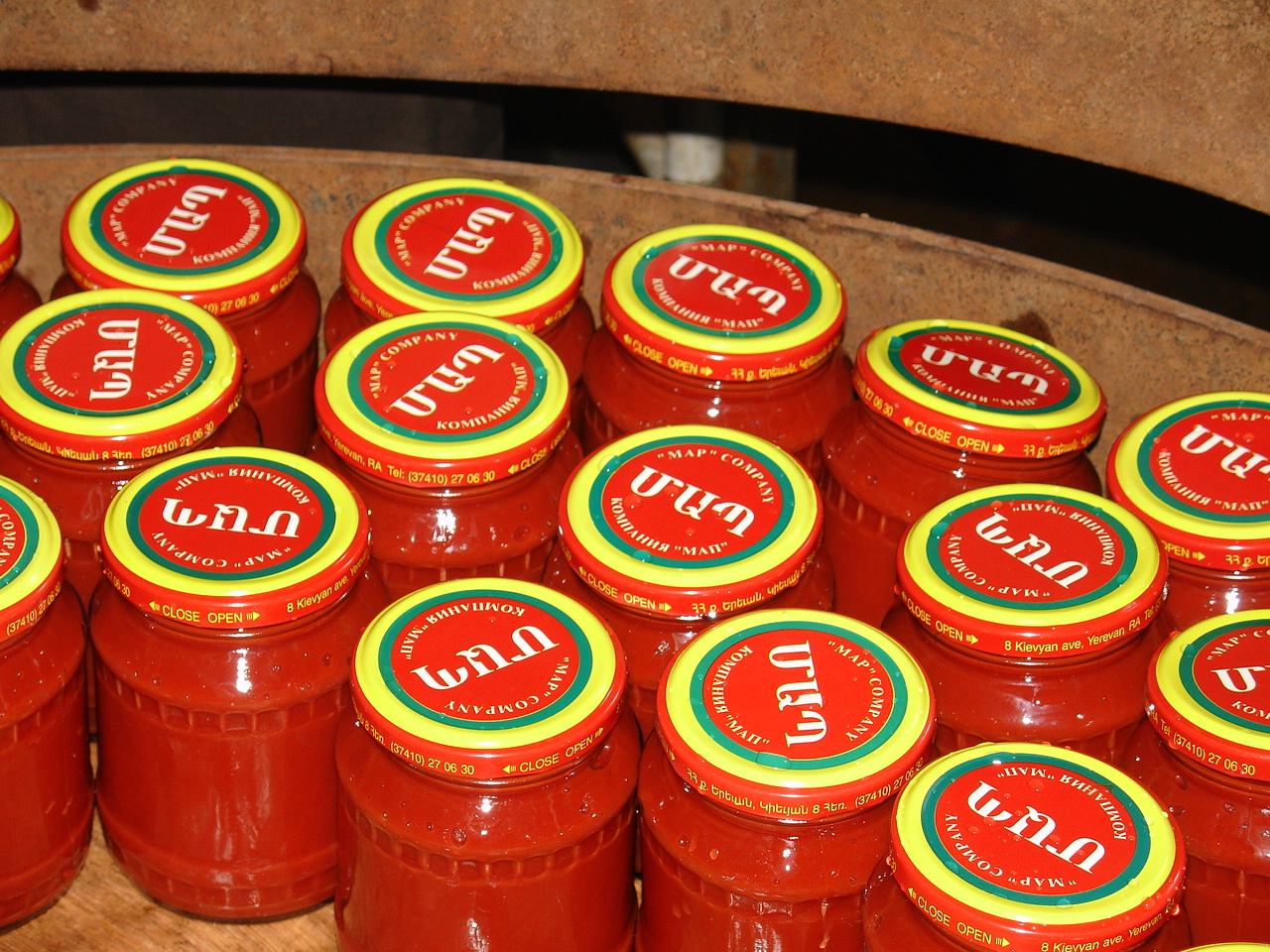
Консервированная томатная паста в стеклянных банках

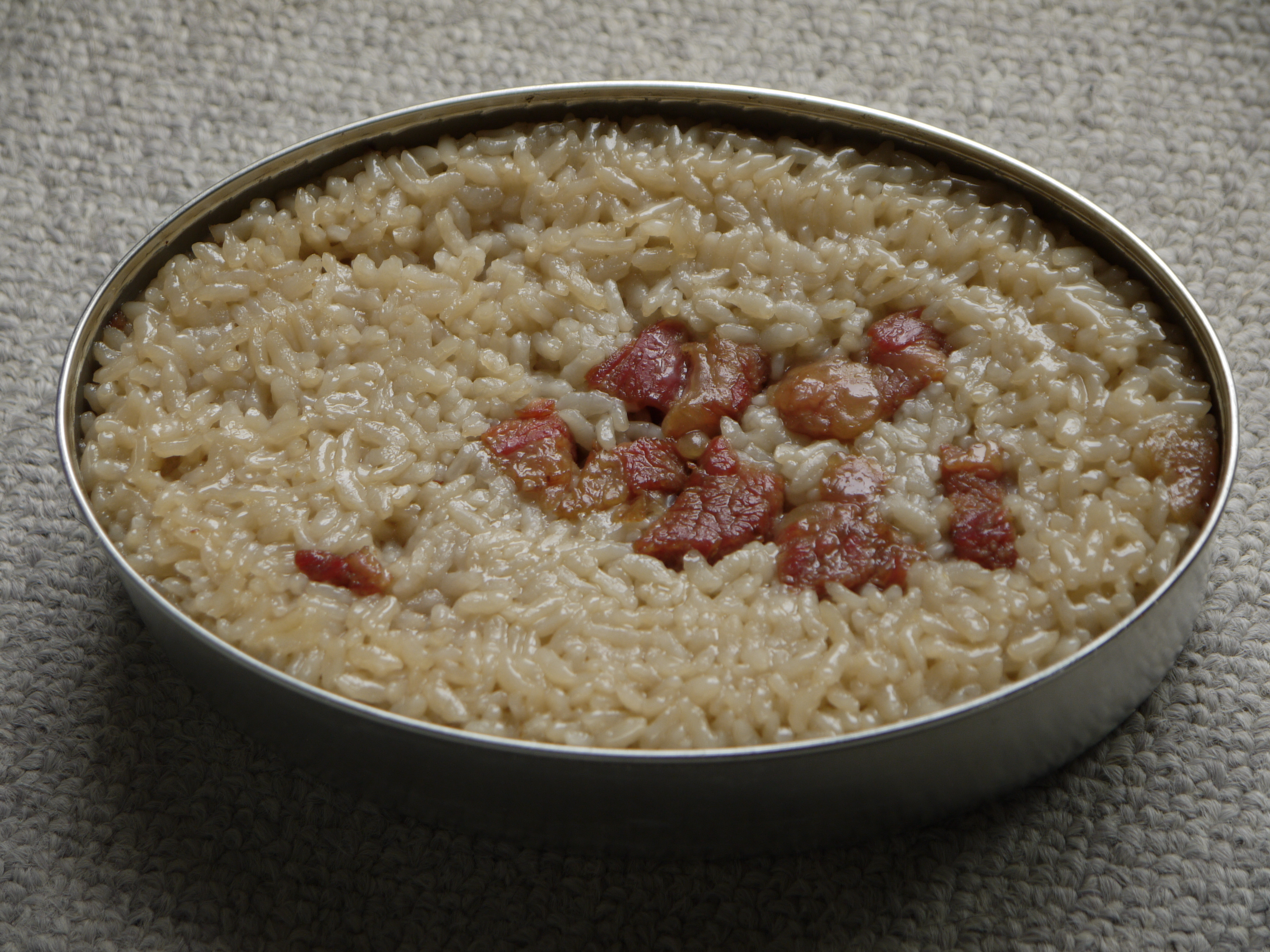
Вскрытые мясорастительные консервы в металлической консервной банке

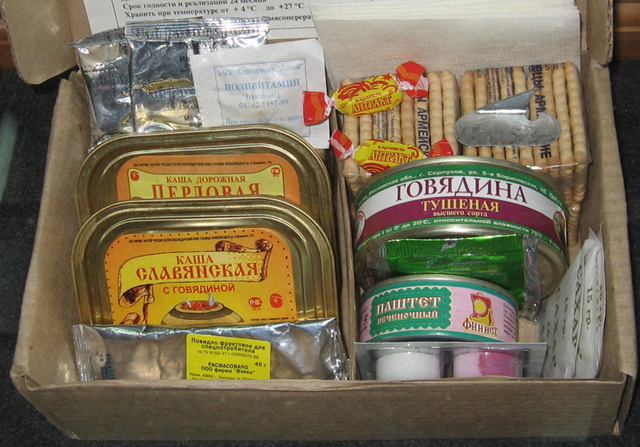
Консервы в составе сухого пайка: слева мясорастительные (каши) в прямоугольных баночках из толстой алюминиевой фольги и фруктовое повидло в реторт-пакете, справа мясные (говядина тушёная и паштет) в алюминиевых консервных банках

Консе́рвы (от лат. conservo — сохраняю) — пищевые продукты, подвергнутые консервированию с целью длительного хранения.
В широком смысле, под определение консервов подходят любые продукты, приготовленные (обработанные) так, чтобы иметь длительный срок хранения. При этом под понятие консервы попадают любые продукты, обработанные для хранения: солёные, маринованные капуста, огурцы, рыба; сало (солонина); квашеная капуста; сушёные грибы, овощи, фрукты и др.; копчёные, вяленые мясо и рыба; варенья и др. засахаренные продукты и т. п. (см. Консервирование).
Консервами обычно называют пищевые продукты, расфасованные в герметичную тару (главным образом, жестяную консервную банку или стеклянную) и подвергнутые стерилизации (напр. путём термообработки). Стерилизация определяет сохранение пищевой ценности, органолептических свойств, безвредность продукта для потребителя и создает предпосылки для длительного сохранения доброкачественности консервов.

## История
Изобретателем консервирования в 1804 году считается французский кондитер Николя Аппер (1749−1841). Впервые консервы начали изготавливаться в период наполеоновских войн.
Изобретение Аппера 1804 года было представлено в 1809 году в Обществе поощрения искусств в Париже. Заключение специальной комиссии, созданной для изучения результатов изобретения, было положительным, и за своё изобретение Аппер получил награду от Наполеона. Во время первой русской антарктической экспедиции 1819−1821 годом под командованием Ф. Ф. Беллинсгаузена путешественники питались «вареной говядиной в банках, заготовленной в Англии». Консервы являются одним из основных видов продовольственных запасов в морских путешествиях; известно, что одной из возможных причин гибели британской полярной экспедиции Джона Франклина (1845−1847) стали некачественные или испортившиеся мясные консервы.
19 января 1825 года в США был запатентован способ консервирования в жестяных банках (лосося, устриц и омаров). Впоследствии стала применяться и стеклянная тара.
В середине XIX века консервы стали элементом статусного потребления в среде среднего класса. Широкое распространение консервы получили в период Первой мировой войны, поскольку позволяли накапливать запасы непортящейся еды, не требующей специальных условий хранения, и легко используемой при нарушении обычных поставок. В частности, о поедании мясных консервов на фронте упоминает в романе «Тихий Дон» М. А. Шолохов

## Виды консервов

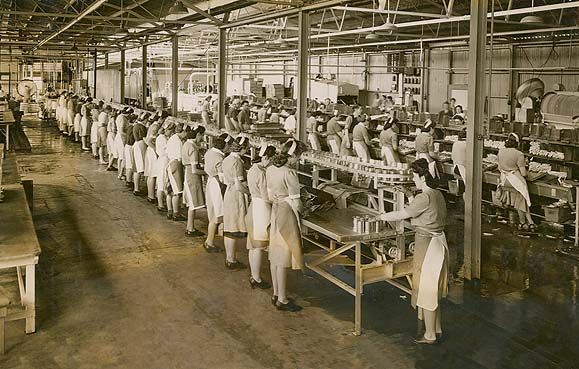
Консервная фабрика в начале XX века

От консервов следует отличать так называемые пресервы, представляющие собой пищевые продукты в герметичной таре, не подвергавшиеся стерилизации или пастеризации по причинам уже имеющейся стерильности от применения других методов сохранения (засахаривание, засаливание и пр.). К пресервам относятся солёные и маринованные рыбные продукты, не пастеризованные плодоягодные джемы, варенье, повидло, сгущённое молоко с сахаром и другие продукты.
Рыбные консервы — один из самых популярных видов консервации. Культура потребления кильки в томате, сардин, сельди в масле сформировалась ещё в советское время. Из «атлантической группы» для консервирования больше всего используют скумбрию, сельдь, сардину, сардинеллу, из «балтийской» — кильку и шпроты, из «дальневосточной» — горбушу, сайру.

## Советская классификация консервов
Консервная промышленность СССР вырабатывала около 600 видов различных консервов.
```
│   
├
Мясные

│   ├натуральные 
│   │   ├
говядина
, 
свинина
, 
баранина
 тушёные
│   │   └
куры
, 
утки
, 
гуси
 отварные — в собственном соку
│   ├из кулинарно обработанных птицепродуктов и мяса, включая готовые мясные блюда 
│   │   ├
рагу
 куриное в желе
│   │   ├
чахохбили

│   │   ├курица в белом соусе 
│   │   ├
гуляш
, 
бефстроганов

│   │   └др.
│   ├в виде 
паштетов

│   │   ├мясной
│   │   ├
ветчинный

│   │   └
печёночный

│   ├консервированные 
сосиски
, 
колбасы

│   ├
колбасные фарши

│   │   ├
языковые

│   │   ├ветчинные
│   │   └фаршевые
│   └из субпродуктов
│       ├
почки
,
│       ├
мозги
,
│       └рубец
│
├Мясорастительные (мясо с)
│   ├
горохом
,
│   ├
фасолью
,
│   ├
чечевицей
,
│   └
крупяными
 и 
макаронными
 изделиями
│
├Молочные
│   └
Сгущённое молоко
 и сливки
│
├
Рыбные

│   ├консервы (стерилизуются)
│   │   ├натуральные — в собственном соку
│   │   │   ├
лососёвые
,
│   │   │   ├
осетровые

│   │   │   └из мороженных продуктов
│   │   │       ├
крабов
,
│   │   │       ├
креветок
,
│   │   │       ├
трепангов
,
│   │   │       ├
кальмаров
,
│   │   │       └
мидий

│   │   ├из обжаренной или бланшированной рыбы в 
томатном
 
соусе
 или в 
масле
;
│   │   └из 
копчёной
 рыбы
│   └
пресервы
 (нестерилизуемые)
│       ├
килька
,
│       ├
салака
,
│       └
сельдь
 
пряного посола
 в различной маринадной и другой острой заливке
│
├
Овощные

│   ├натуральные
│   │   ├
морковь

│   │   ├
свёкла

│   │   ├
цветная капуста

│   │   ├
спаржа

│   │   ├
зелёный горошек
,
│   │   ├цельноконсервированные 
томаты
,
│   │   ├
огурцы
,
│   │   ├сахарная 
кукуруза
,
│   │   ├стручковая 
фасоль
,
│   │   ├
щавель

│   │   └др.
│   ├
соки

│   │   ├
морковный
,
│   │   ├томатный,
│   │   └свекольный
│   ├концентрированные томатопродукты
│   │   ├
паста
,
│   │   ├
пюре
,
│   │   └
соусы

│   ├закусочные консервы
│   │   ├из обжаренных в растительном масле
│   │   │   ├
баклажанов
,
│   │   │   ├
кабачков
,
│   │   │   ├
моркови
,
│   │   │   └
лука

│   │   ├овощи фаршированные,
│   │   ├
голубцы
,
│   │   ├овощи нарезанные,
│   │   └
овощная икра

│   ├обеденные первые и вторые готовые блюда
│   │   ├
борщи
,
│   │   ├
щи
,
│   │   ├
супы
,
│   │   ├
солянки
,
│   │   ├рагу из овощей
│   │   └др.
│   ├овощи маринованные и квашенные
│   ├гомогенизированные консервы для детского питания
│   ├
диетические

│   └другие
│       ├
грибные
 консервы,
│       ├соусы,
│       └заправки
│
└фруктовые
    ├натуральные
    ├
компоты

    ├стерилизованные пюре,
    ├соки
    │   ├прозрачные или осветлённые,
    │   └соки с тонкоизмельчённой мякотью
    ├
варенье
,
    ├
джемы
,
    ├
желе
,
    ├
сиропы

    └замороженные фрукты, ягоды, овощи
```

## Хранение консервов и их опасность

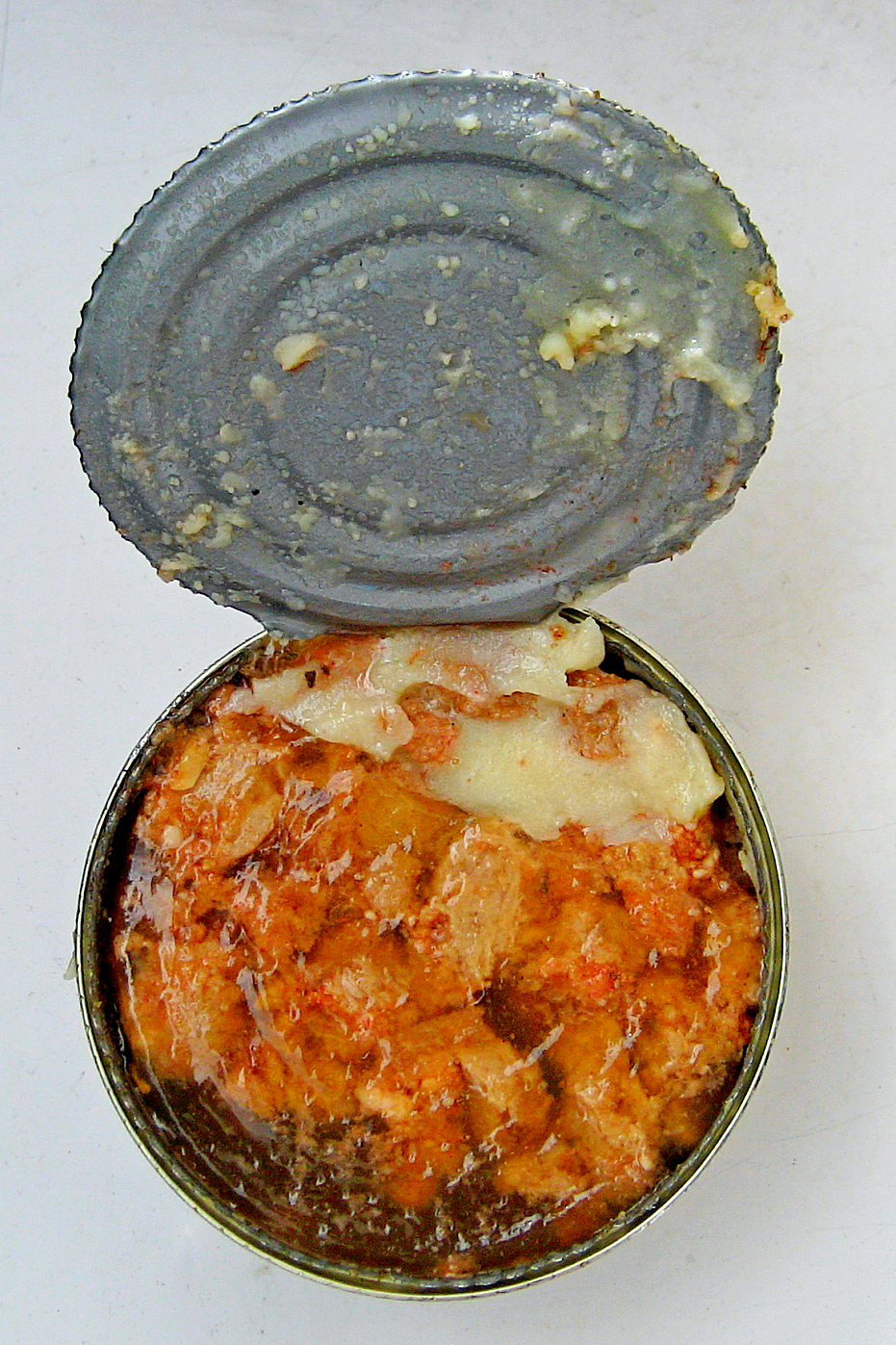
Говядина тушёная кусковая

Указанный на банке срок годности консервов — это гарантированный производителем, согласно техусловиям или ГОСТ, срок, в течение которого свойства содержимого не выходят за пределы, допускаемые стандартом.
Жесть для производства банок лудят (покрывают оловом) с обеих сторон — с наружной из эстетических соображений и в борьбе с коррозией, а с внутренней — для защиты содержимого от контакта с железом, вызывающего быстрое старение продукта в зоне контакта. Больше ничем нарушение внутреннего покрытия не угрожает, а одна из околоконсервных городских легенд о катодной защите оловом железа происходит от незнания того факта, что в ряду активности железо стоит левее олова и правее цинка. Поэтому цинк в контакте с железом обеспечивает такую защиту, а олово — нет. Причём для катодной защиты не нужно покрывать защищаемое изделие анодным металлом. Достаточно контакта с маленьким кусочком. Сказанное относится к мясным и рыбным консервам.
Другое дело, если банка предназначена для хранения продуктов растительного происхождения. Пищевые кислоты разъедают олово до железа, а потом и железо, поэтому такие банки не только лудят, но и лакируют. В последние годы растёт выпуск и мясных / рыбных консервов в лакированных банках, так как это позволяет увеличить срок годности. Также, вместо жести применяется алюминий (в основном внешне они отличаются штампованным цельным с банкой дном, тогда как у жестяных дно и крышка закатанные в боковину), а вместо лака изнутри может применяться тонкое покрытие из пищевых полимеров.
Жестяные консервные банки бывают сборные (обечайка, дно и крышка) и цельные, состоящие из крышки и собственно банки с закруглённым днищем. Это закругление позволяет ставить банки стопкой и не даёт им смещаться. Крайние ряды опираются на стенку тары по всей длине. Сборные банки между собой не сцепляются и могут смещаться горизонтально и создавать сосредоточенную нагрузку на стенку, что требует более прочной тары и более строгой технологической дисциплины при перевалочных работах. Для уменьшения этого эффекта между рядами банок прокладывают картон.
Консервы из вздувшихся (бомбажных) консервных банок есть нельзя, так как при этом велика вероятность заболевания (отравления) ботулизмом — смертельно опасной болезнью. Помятых банок тоже лучше избегать, так как последствия деформации, возможно и безопасны, но наверняка отличаются от стандартных условий. Царапины на внешних поверхностях ни на содержимое, ни на срок хранения не влияют.

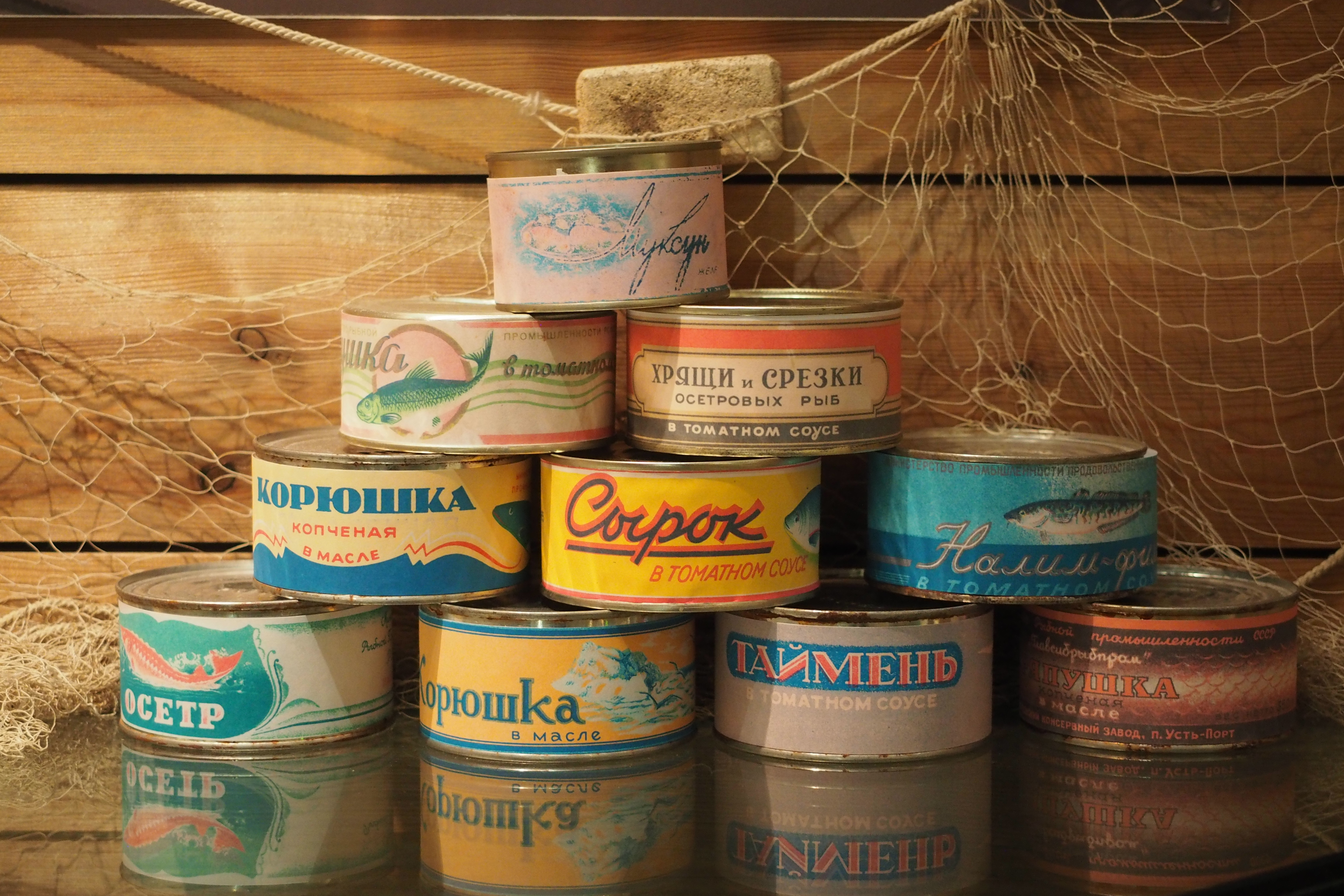
Экспозиция местных консервов в Таймырском музее Дудинка, Таймырский краеведческий музей
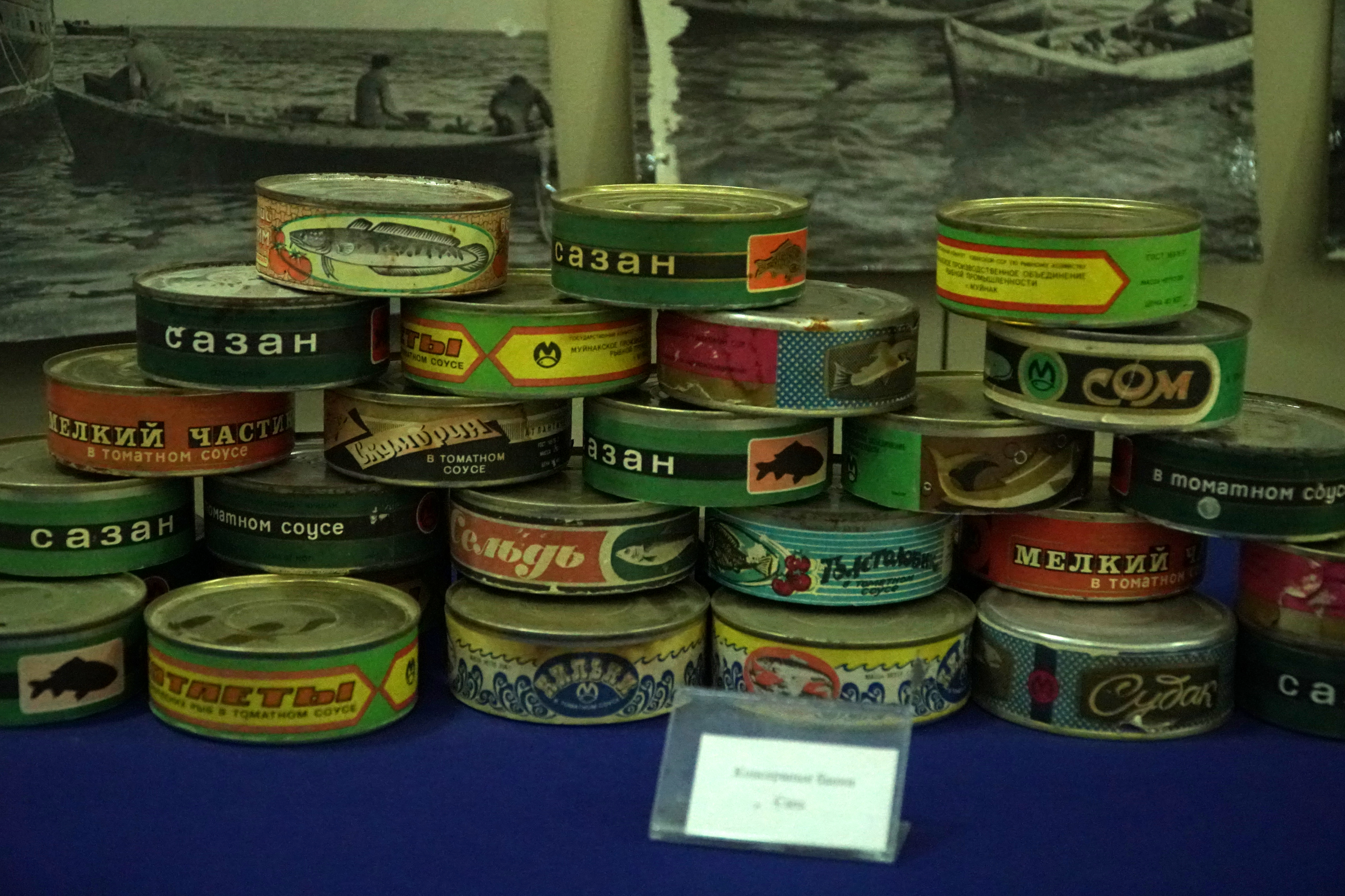
Рыбные консервы советских времен в музее Аральского моря, Муйнак, Узбекистан
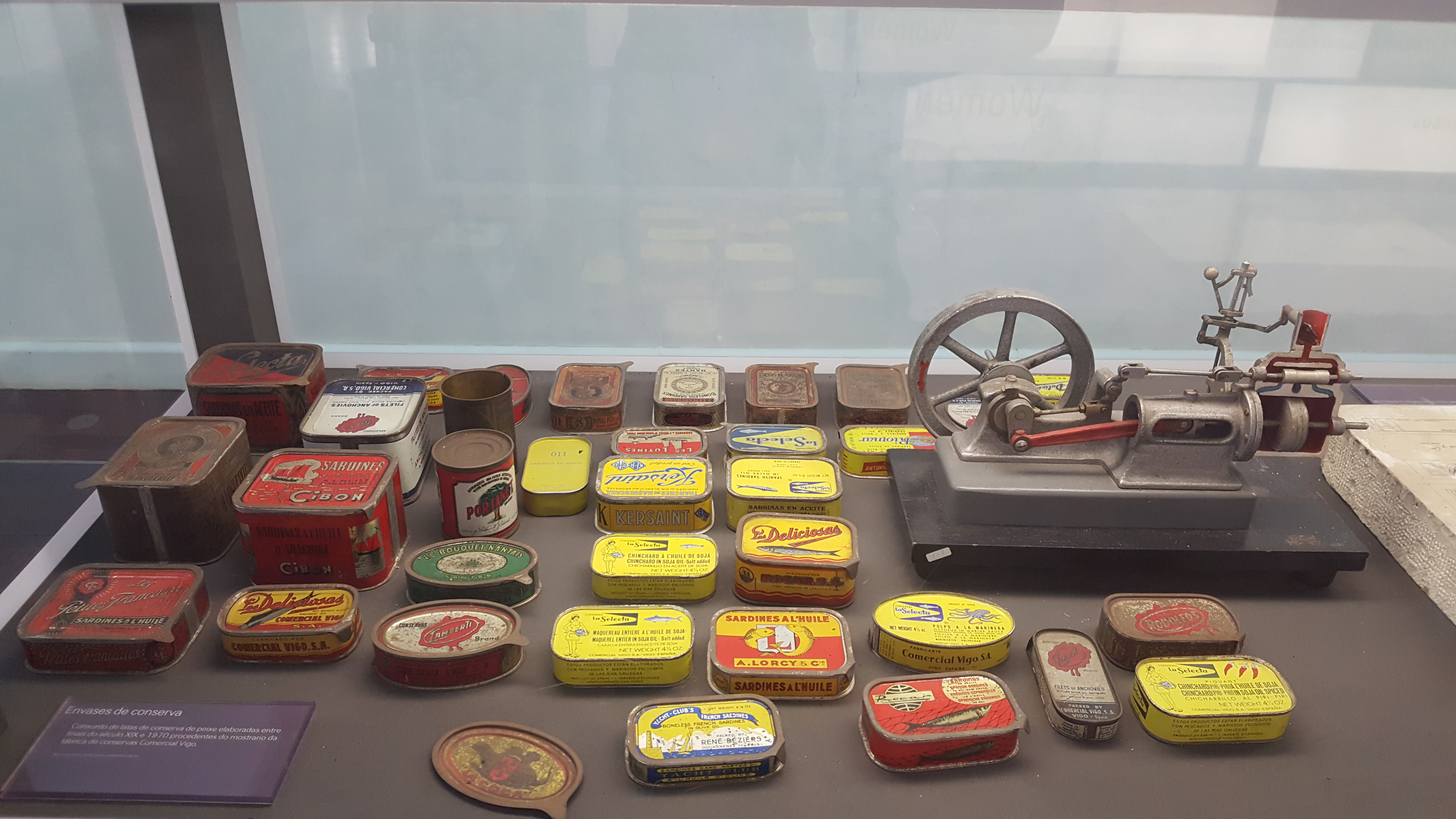